# Sonny Moore
Sonny Moore, trenutno širše znan kot Skrillex, ameriški producent elektronske glasbe, * 15. januar 1988, Los Angeles, Kalifornija, Združene države Amerike.
Moore je bil frontman ameriške skupine From First to Last. Jeseni leta 2007 je odšel na svojo prvo turo kot solo izvajalec s Team Sleep, Strata in Monsters in the Machine. Junija 2008 je izdal svoj debitantski album z naslovom Bells. Svoj preboj v širšo javnost je dosegel z izdajo EP-ja Scary Monsters and Nice Sprites, ki ga je izdal preko založb mau5trap (založba kanadskega producenta Deadmau5-a) in Bigbeat. Sam vodi tudi svojo glasbeno založbo z imenom OWSLA.

## Biografija

### S From First to Last (2004-2007)
Sonny John Moore je odrasel v Los Angelesu, v Kaliforniji. Leta 2004 ga je kontaktiral Matt Good iz From First to Last glede igranja kitare za njihov band. Ko se je preselil v Georgijo, so Moore-a slišali peti trije producenti in je nato postal on vodilni pevec, Good (prejšnji vokal) pa se je preselil na kitaro.
Junija 2004 je band izdal svoj debitantski album Dear Diary, My Teen Angst Has a Body Count. Po številnih uspešnih turnejah so pričeli snemati svoj drugi studijski album z naslovom Heroine. Ta je bil izdan marca 2006, prav tako pri založbi Epitaph. Spet z zelo dobro prodajanim albumom je band koncertriral po skoraj celem svetu, dokler se niso Mooreu začele težave z glasom, zaradi česar je morala skupina prekiniti več turnej.
Po uspešni operaciji glasu se je Moore odločil zapustiti From First to Last. Zadnjič so igrali z njim skupaj v Orlandu, skupaj s skupino Atreyu.

### Solo kariera / Skrillex (2007 - danes)
Leta 2008 je Moore začel producirati in nastopati pod vzdevkom Skrillex (pred tem pa je bil znan kot Twpiz) po klubih v Los Angelesu. 7. junija 2010 je Moore izdal svoj debitantski izdelek kot Skrillex, z naslovom My Name is Skrillex, ki je bil na voljo zastonj.
Moore je pomagal pri programiranju tretjega albuma britanske metalcore skupine Bring me the Horizon. Kasneje istega leta je začel turnejo z Deadmau5-om, sklenil pogodbo z njegovo založbo mau5trap in izdal svoj drugi EP, Scary Monsters and Nice Sprites".
Na turneji Project Blue Book Tour je Skrillex predstavil številne nove pesmi, vključno s »First of the Year« (prej poznan kot »Equinox«), »Reptile« in »Cinema« (remix Benny Benassijeve pesmi). Pesem »First of the Year (Equinox)« je vključil v svoj tretji EP, naslovljen More Monsters and Sprites.
Aprila 2011 so Korn izdali novo pesem, imenovano »Get Up«, na kateri je sodeloval in jo produciral Skrillex. 15. aprila istega leta so se Korn pridružili Skrillexu na odru, na festivalu Coachella.
Junija 2011 je Skrillex izdal More Monsters and Sprites na Beatportu. Je EP, ki predstavlja tri nove skladbe, vključno s »First of the Year (Equinox)«, in dve verziji pesmi »Ruffneck«. 20. junija je izdal tudi svoj debitantski videospot za pesem iz drugega EP-ja, »Rock'n'Roll (will take you to the Mountain)«, preko njegovega uradnega YouTube kanala TheOfficialSkrillex.
17. avgusta 2011 je Skrillex naznanil svojo založbo OWSLA. Prvi izdelki nove založbe naj bi bili izdani v začetku leta 2012. 19. avgusta je izdal videospot za pesem »First of the Year (Equinox)«. 8. novembra je potrdil ime prihajajočega EP-ja z naslovom Voltage.